# 爱莲街道
云水乡，是中华人民共和国湖南省邵陽市双清区下辖的一个乡镇级行政单位。

## 行政区划
云水乡下辖以下地区：
快活村、胜利村、云水村、大水村、高桥村、长林村、横木村、肥田村、财桥村、六洲村、砂塘村和宝笼村。